# Adactylotis gesticularia

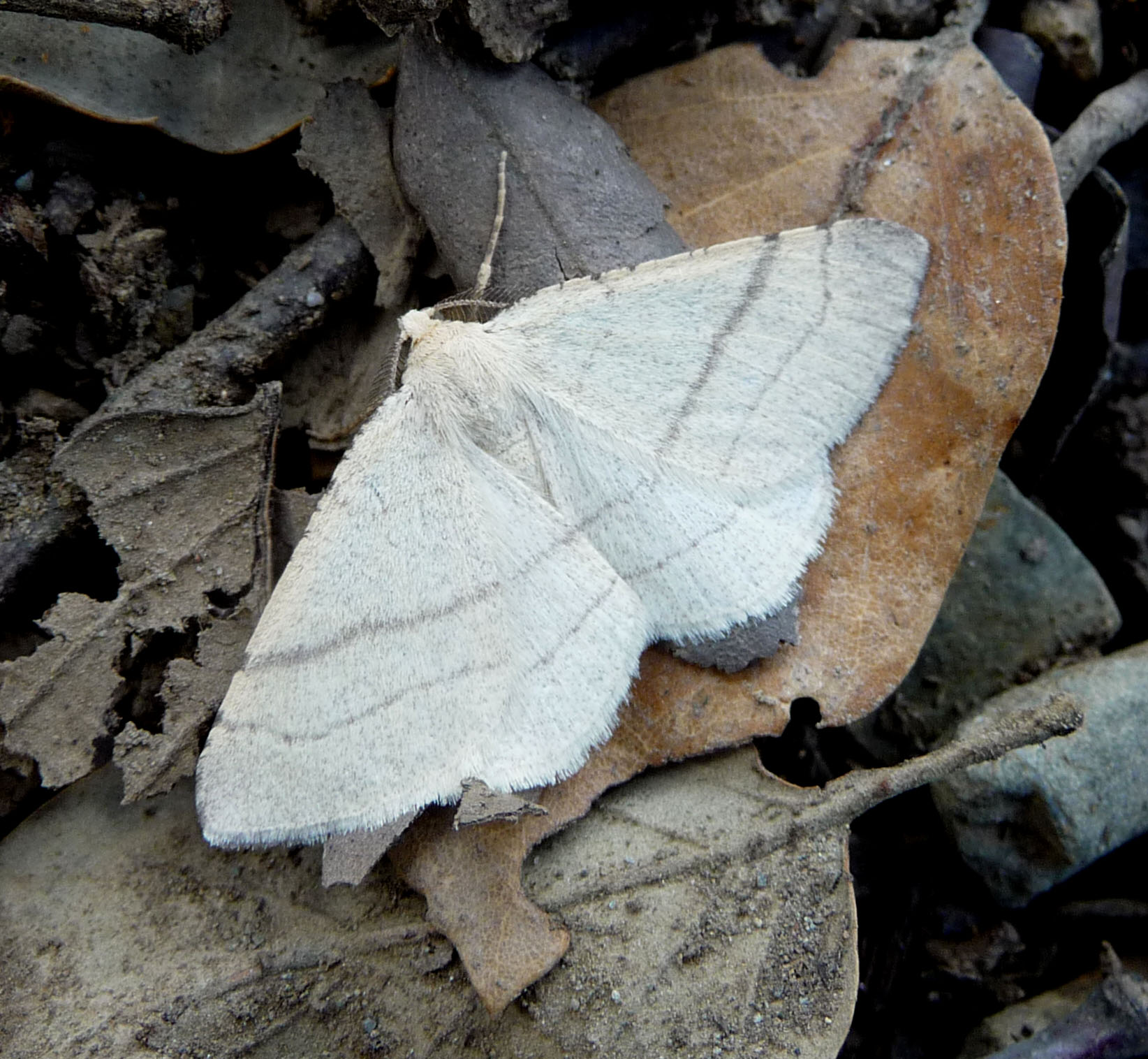
Weißliche Form

Adactylotis gesticularia ist ein Schmetterling aus der Familie der Spanner (Geometridae). Der Artname leitet sich vom lateinischen Wort gesticularius mit der Bedeutung „Pantomine“ ab und wurde offenbar willkürlich gewählt.

## Merkmale

### Falter
Die Flügelspannweite der Falter beträgt 23 bis 36 Millimeter. Der Apex ist spitz. Die Grundfarbe der Flügeloberseiten variiert bei beiden Geschlechtern von Ocker bis Weiß. Sämtliche Flügel sind mit einer feinen graubraunen Sprenkelung versehen. Zwei vorwiegend gerade, dunkelbraune Querlinien auf der Vorderflügeloberseite setzen sich abgeschwächt auf den Hinterflügeln fort. Eine weitere, innere Querlinie ist nur angedeutet, fehlt jedoch meist gänzlich. Die mittlere Querlinie ist besonders kräftig ausgebildet. Die Zeichnung der Flügeloberseiten scheint auf die Hinterflügelunterseiten hindurch.

### Ähnliche Arten
Beim Braunstirn-Weißspanner (Cabera exanthemata) ist die innere Querlinie stets deutlich ausgebildet. Alle drei Querlinien sind wellig bzw. gezähnt.

## Verbreitung und Lebensraum
Das Verbreitungsgebiet von Adactylotis gesticularia erstreckt sich durch Spanien und Portugal sowie durch Südfrankreich. Die Art ist in Marokko mit der Unterart Adactylotis gesticularia ungemachi vertreten. 
Hauptlebensraum sind Eichenwälder. Im Gebirge steigt die Art bis in Höhen von mindestens 1500 Metern.

## Lebensweise
Die Falter sind nachtaktiv und fliegen in zwei bis drei Generationen zwischen März und Oktober. Nachts erscheinen sie zuweilen zahlreich an künstlichen Lichtquellen. Die Raupen ernähren sich von den Blättern von Eichenarten (Quercus), in erster Linie von Steineiche (Quercus ilex), Portugiesischer Eiche (Quercus faginea), Pyrenäen-Eiche (Quercus pyrenaica) oder Kermes-Eiche (Quercus coccifera).